# Velas (gravadora)
Velas (ou Caravelas) foi uma gravadora independente brasileira criada em 1991 por Vítor Martins, Ivan Lins e pelo produtor Paulinho Albuquerque. Inicialmente teve seu foco em MPB e Bossa Nova.
Marcou a história da discografia nacional ao lançar artistas e discos fundamentais da nossa música como os dos então estreantes Guinga, Chico César e Lenine, além de nomes consagrados como Edu Lobo, Fátima Guedes e Zizi Possi. Também distribuía discos da Cogumelo Records no Brasil, como os da banda Sepultura e da Walt Disney Records até meados do início  dos anos 2000, quando passou a ser distribuída pela Natasha Records, e logo depois, pela Warner Music.
A gravadora já revelou artistas nos mais diversos segmentos musicais, como o compositor Guinga no instrumental, Chico César, Lenine, as cantoras Rita Ribeiro, Fátima Guedes, Vânia Abreu na MPB, Nei Lopes, Arlindo Cruz & Sombrinha no samba de raiz, o Quarteto Jobim Morelenbaum, que se dedica ao repertório do maestro Tom Jobim, o grupo Batacotô, além dos sertanejos Rionegro & Solimões, Pena Branca & Xavantinho e Eduardo Costa entre outros.
Já recebeu alguns Prêmios Sharp de música pelos seus títulos lançados, indicados para o Grammy Latino de 2001, 2002, 2003 e 2004 e Cubadisco de 2002.
No ano de 2007 a Gravadora Galeão passa a administrar todo o catálogo da Velas, e continuando com distribuição nacional de CDs e DVDs nas melhores lojas e também distribuição digital mundial. A Galeão por sua vez é distribuída pela The Orchard, divisão da Sony Music.